# Замри
«Замри́» (англ. Don’t Move, «Не шевелись») — американский фильм ужасов 2024 года режиссёров Адама Шиндлера и Брайана Нетто по сценарию Ти Джей Симфела и Дэвида Уайта. Главные роли в фильме исполнили Келси Эшбилл, Финн Уиттрок и Дэниел Фрэнсис. Премьера в России состоялась 24 октября 2024 года.

## Сюжет
Сюжет рассказывает об «опытном убийце, который вводит убитой горем женщине парализующее вещество. Она должна бежать, бороться и прятаться, прежде чем её тело полностью отключится».

## В ролях
- Келси Эшбилл — Айрис
- Финн Уиттрок — Ричард
- Дэниел Фрэнсис — офицер полиции[7].

## Производство
В декабре 2022 года стало известно, что Адам Шиндлер и Брайан Нетто станут режиссерами фильма ужасов «Don’t Move» по сценарию Ти Джея Симфела и Дэвида Уайта. Созданием фильма занимаются компании Capstone Studios, Hammerstone Studios и Raimi’s Raimi Productions Сэма Рэйми.
В мае 2023 года Келси Эшбилл и Финн Виттрок были приглашены на главные роли. Основные съёмки проходили в Болгарии с июня по конец июля 2023 года. За два дня до завершения съёмок было заключено временное соглашение о продолжении съемок из-за забастовки SAG-AFTRA. Марк Корвен и Мишель Осис написали музыку к фильму.
В ноябре 2023 года компания Signature Entertainment приобрела права на кинопрокат в Великобритании и Ирландии. В апреле 2024 года Netflix купила права на прокат по всему миру.